# Paavo Suhonen
Paavo Suhonen, né le 28 mars 1937, à Viipuri, en Finlande, est un joueur finlandais de basket-ball.